# Меньков Михайло Михайлович
Михайло Михайлович Меньков (нар. 1937) — радянський футболіст, виступав на позиції захисника. Професійну кар'єру гравця провів у чернівецькому «Авангарді» («Буковина»).

## Життєпис
У футбол розпочинав грати в ужгородському «Спартаку». У 1956—1957 роках захищав кольори чернівецького «Буревісника», який був представлений в змаганнях КФК та в кубку УРСР. В 1960 році дебютував в складі чернівецького «Авангарду» у «Класі Б» (перша союзна ліга).
Протягом п'ятьох сезонів був одним з лідерів команди. Особливо вдалим для Менькова став сезон 1962 року, в якому зіграв 34 матчі (1 гол). Всього за «Буковину» («Авангард») провів 124 офіційні гри (120 в чемпіонаті і 4 в кубку) та забив 2 голи.